# Onobrychis humilis subsp. matritensis
Onobrychis humilis subsp. matritensis es un subespecie de Onobrychis humilis,  del género Onobrychis, de la familia de las fabáceas.

## Descripción
Es una planta sufrútice que alcanza un tamaño de hasta de 50 cm de altura, seríceo. Tallos hasta de 40 cm, decumbentes o ascendentes. Hojas 3-8 cm, las basilares con pedicelo largo, las medias subsentadas, con 3-12 pares de folíolos; folíolos (2)4-10 x 1,5-4 mm, obovados, elípticos u oblongos, glabros o rara vez esparcidamente tomentosos por su haz, ± densamente tomentosos por el envés, al menos sobre el nervio medio y margen. Inflorescencias con más de 10 flores; pedúnculo de 4-12 cm, 1,5-2 veces más largo que la hoja axilante; brácteas 1,5-3 mm, ovadas, tomentosas. Flores con bractéolas de 0,4-1 mm. Cáliz con tubo de 1,5-2,5 mm, con indumento laxo o denso de pelos erecto-patentes; dientes 3-4,5 mm, hasta 2 veces más largos que el tubo, estrechamente triangulares. Corola  2 veces más larga que el cáliz, purpúrea, o blanca con nervios purpúreos; estandarte 9-12 mm, algo más corto o menor de 1 mm más largo que la quilla, elíptico u ovado-elíptico; alas 3,5-5 mm, más cortas que el cáliz; quilla 8,5-12 mm, curvada en ángulo obtuso. Fruto 5,5-7 x 4-5 mm, de contorno semi-orbicular, espinoso, densamente cubierto por pelos de menos de 1 mm, rara vez glabro; margen dorsal con 5-7 espinas de 1-5 mm, simples; caras con espinas de 0,3-4,5 mm.

## Distribución y hábitat
Se encuentra en  pastizales, en substratos básicos –margas, arcillas y yesos, rara vez calizas–; a una altitud de 600-1000(1200) metros en el C y S de España. 

## Taxonomía
Onobrychis humilis subsp. matritensis fue descrita por (Boiss. & Reut.) Greuter & Burdet y publicado en Willdenowia 19(1): 33. 1989.
Etimología
Onobrychis: nombre genérico que se compone de dos términos griegos: όνος (onos), = burro  y "βρύκω" (brýko), que significa comer con avidez, al referirse a la capacidad de atracción de los burros por esta planta.
humilis: epíteto latino que significa "de bajo crecimiento".
matritensis: epíteto geográfico que alude a su localización en Madrid.
|Sinonimia
- Onobrychis longeaculeata (Boiss.) Pau
- Onobrychis matritensis Boiss. & Reut.
- Onobrychis peduncularis subsp. matritensis (Boiss. & Reut.) Maire[4][5]

## Nombres comunes
Castellano: esperceta gris, esperceta silvestre.